# Lộc Hà
Lộc Hà là một thị trấn thuộc huyện Thạch Hà, tỉnh Hà Tĩnh, Việt Nam.

## Địa lý
Thị trấn Lộc Hà nằm ở phía đông huyện Thạch Hà, có vị trí địa lý:
- Phía đông giáp xã Thạch Kim và Biển Đông
- Phía tây giáp xã Thạch Mỹ
- Phía nam giáp huyện Thạch Hà và xã Thạch Châu
- Phía bắc giáp xã Thịnh Lộc.

Thị trấn Lộc Hà có diện tích 9,39 km², dân số năm 2018 là 9.624 người, mật độ dân số đạt 1.025 người/km².

## Lịch sử
Địa bàn thị trấn Lộc Hà trước đây vốn là xã Thạch Bằng thuộc huyện Thạch Hà.
Năm 2007, xã Thạch Bằng chuyển sang trực thuộc huyện Lộc Hà mới thành lập, đồng thời là huyện lỵ huyện Lộc Hà.
Ngày 21 tháng 11 năm 2019, Ủy ban Thường vụ Quốc hội ban hành Nghị quyết số 819/NQ-UBTVQH14 về việc sắp xếp các đơn vị hành chính cấp xã thuộc tỉnh Hà Tĩnh (nghị quyết có hiệu lực từ ngày 1 tháng 1 năm 2020). Theo đó, thành lập thị trấn Lộc Hà, thị trấn huyện lỵ của huyện Lộc Hà trên cơ sở toàn bộ 9,39 km² diện tích tự nhiên và 9.624 người của xã Thạch Bằng.
Ngày 14 tháng 11 năm 2024, Ủy ban Thường vụ Quốc hội ban hành Nghị quyết số 1283/NQ-UBTVQH14 về việc sắp xếp các đơn vị hành chính cấp xã thuộc tỉnh Hà Tĩnh giai đoạn 2023–2025 (nghị quyết có hiệu lực từ ngày 1 tháng 1 năm 2025).Theo đó, sáp nhập thị trấn Lộc Hà vào Huyện Thạch Hà

## Hành chính
Thị trấn Lộc Hà được chia thành 10 tổ dân phố: Xuân Hải, Phú Xuân, Phú Mậu, Trung Nghĩa, Phú Nghĩa, Xuân Hòa, Xuân Khánh, Phú Đông, Khánh Yên, Yên Bình.